# Hollywood Forever Cemetery
Hollywood Forever Cemetery es uno de los cementerios más antiguos en Los Ángeles (California, Estados Unidos). Está ubicado en el 6000 de Santa Monica Boulevard, en el distrito de Hollywood de Los Ángeles. Los estudios Paramount Pictures se sitúan en el extremo sur de la misma manzana, sobre 16 ha que formaban parte del cementerio, pero en los que nunca hubo enterramientos.
Entre los difuntos enterrados en el cementerio hay numerosas celebridades del mundo del espectáculo, además de personas que desempeñaron un importante papel en el desarrollo de la ciudad de Los Ángeles. En el cementerio se celebran regularmente actos comunitarios, incluyendo música y proyecciones de películas de verano. En 2011, el cementerio coprodujo la película muda estadounidense Silent Life basada en la historia del ídolo de Hollywood Rodolfo Valentino, enterrado en un nicho del cementerio que le cedió la guionista June Mathis.

## Historia
El cementerio Hollywood Forever, entonces el único de Hollywood, fue fundado en 1899 sobre 40 ha de terreno por Samuelson y Lombard con el nombre de "Cementerio de Hollywood". En 1897, los dos hombres eran dueños de un tramo de 24 ha de un terreno cercano a Hollywood. En ese año, Samuelson y Lombard—junto con la Señora M. W. Gardner de Santa Mónica, Joseph D. Rodford, Gilbert Smith, y Thomas R. Wallace— formaron una empresa nombrada “Asociación del Cementerio del Hollywood". El cementerio vendió grandes tramos a Paramount Pictures, el cual, con RKO Pictures, compró 160.000 metros cuadrados en 1920. Parte del terreno restante se asignó a cementerio Beth Olam, zona de enterramientos para miembros de la comunidad judía local.
Jules Roth, millonario y criminal convicto, compró en 1939 un 51% del cementerio, en el que estaban enterrados sus padres. Roth utilizó el dinero procedente de las operaciones del cementerio para mantener sus lujos personales. En aquel tiempo, el cementerio se conocía como Hollywood Memorial Park. En la década de 1990 el cementerio empezó a mostrar señales de descuido y mal estado.
La actriz Hattie McDaniel, más conocida por su papel de Mammy en la película Lo que el viento se llevó, con el que fue primera afroamericana en ganar un Premio Óscar, expresó su deseo de ser enterrada en Hollywood Memorial Park. Cuando McDaniel murió en 1952, el cementerio, como muchos otros, era segregado y Roth no permitió que la actriz fuera enterrada en él. La segregación terminó siete años después. En 1999 (el 47.º aniversario de la muerte de Hattie), el dueño actual del cementerio dedicó un Cenotafio en su honor al sur de Sylvan Lake.
En julio de 1974, el crematorio fue clausurado después de que la cantante Cass Elliot fuese incinerada. Según el supervisor del cementerio Daniel Ugarte, el crematorio estaba en tan mal estado que los ladrillos caían sobre los restos de Elliot. El crematorio fue reparado y reabrió veintiocho años más tarde, en 2002.
En los años 1980, el Consejo del Cementerio de California comenzó a recibir quejas regulares de las familias de personas enterradas allí. Los familiares decían que la propiedad estaba en mal estado y habían oído historias sobre vandalismo en el cementerio. Los herederos de maquillador Max Factor (quién fue enterrado en el mausoleo Beth Olam en 1938) trasladaron sus restos y los de otros familiares al cementerio Hillside Memorial Park en Culver City tras comprobar que el mausoleo tenía tales problemas de filtración de agua que se habían decolorado las paredes.
En 1986, 1000 dueños de parcela presentaron una denuncia contra el cementerio por invasión de intimidad, después de descubrir que Roth permitía a los empleados de Paramount Pictures aparcar en el cementerio mientras el aparcamiento del estudio estaba en construcción.
A finales de los 80, Jules Roth necesitaba pagar sus impuestos para mantener su lujoso estilo de vida. Vendió dos lotes, un total de 12.000 m² frente al bulevar de Santa Mónica, que se edificaron y hoy albergan varias tiendas.
Después del terremoto de Northridge de 1994, Roth no pudo costear la reparación de los techos y otros daños que el terremoto causó a las criptas. Por aquel tiempo, el cementerio ya no ganaba dinero y solo generaba ingresos cobrando 500 dólares a las familias por las inhumaciones.
En 1997, Roth enfermó tras caerse en su casa de Hollywood Hills. Había estado involucrado en un escándalo que afectaba a otro cementerio de su propiedad, el Lincoln Memorial Park, en Carson, California. Varios meses antes de su muerte, Roth quedó incapacitado y durante ese periodo cambió su testamento en beneficio de sus socios y su doncella, únicos testigos de la firma del documento. Sus parientes, beneficiarios del anterior testamento, fueron desheredados. Roth murió el 4 de enero de 1998 y fue enterrado junto a su mujer, Virginia, y sus padres, en el Mausoleo Catedral. El estado de California había revocado la licencia del cementerio para vender los enterramientos restantes.
Después de la muerte de Roth, el nuevo dueño descubrió que en el fondo para el mantenimiento perpetuo del cementerio faltaban unos 9 millones de dólares. El dueño también dijo haber descubierto un busto de Roth en una tienda de antigüedades. El busto formaba parte de los efectos personales de Roth que se subastaron.
Tyler y Brent Cassity adquirieron el terreno actual de 250000 m², que en 1998 tenía abierto un expediente de quiebra por 375.000 dólares. Rebautizaron el cementerio como "Hollywood Forever" y lo restauraron por completo, invirtiendo millones de dólares en renovar el terreno, y comenzaron a ofrecer documentales sobre los difuntos que se emitirán a perpetuidad en los kioscos y en internet, además de organizar visitas guiadas para atraer visitantes.
En 2010, Brent Cassity y su padre, entre otros, fueron acusados de haber organizado un esquema para robar centenares de millones de dólares de precontratos de funerales. Las autoridades más tarde descubrieron que el dinero invertido por los hermanos en el cementerio procedía de los beneficios de dicho esquema.
Desde 2002, los fines de semana de verano y en vacaciones, el cementerio proyecta películas en una celebración llamada Cinespia. Las proyecciones se realizan en el jardín Douglas Fairbanks y las películas se ven en el mármol blanco del muro oeste del Mausoleo Catedral. En el cementerio también se celebran conciertos, como el de The Flaming Lips los días 14 y 15 de junio de 2011, titulado "Everyone You Know Someday Will Die" ("Toda la gente que conoces morirá algún día"), un verso de la letra de su single'"Do You Realize??", de 2002.
El cementerio tuvo un monumento Confederado, mantenido por la división de Long Beach de las United Daughters of the Confederacy, que se desmontó el 15 de agosto de 2017.
El día 17 de agosto de 2013, el artista electrónico Gary Numan grabó un álbum en vivo en el cementerio durante su Splinter World Tour. Fue lanzado el 19 de febrero de 2016.

## Referencias culturales

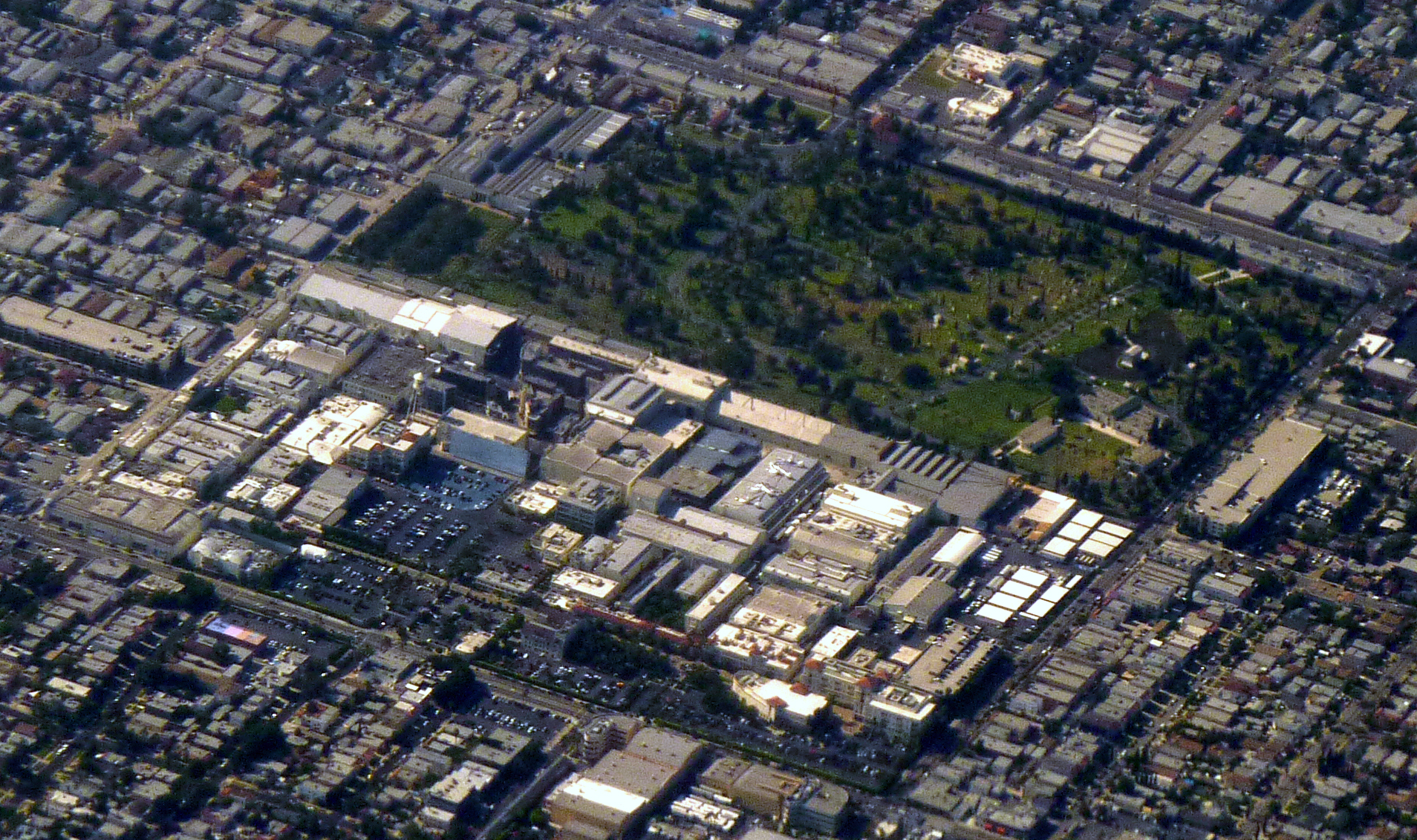
Hollywood Forever Cemetery linda con Paramount Studios.